# Liste der Kulturdenkmale in Muldestausee
In der Liste der Kulturdenkmale in Muldestausee sind alle Kulturdenkmale der Gemeinde Muldestausee (Landkreis Anhalt-Bitterfeld) und ihrer Ortsteile aufgelistet. Grundlage ist das Denkmalverzeichnis des Landes Sachsen-Anhalt, das auf Basis des Denkmalschutzgesetzes des Landes Sachsen-Anhalt vom 21. Oktober 1991 durch das Landesamt für Denkmalpflege und Archäologie Sachsen-Anhalt erstellt und seither laufend ergänzt wurde (Stand: 31. Dezember 2023).

## Kulturdenkmale nach Ortsteilen

### Burgkemnitz
| Lage                                             | Bezeichnung    | Beschreibung | Erfassungs- nummer | Ausweisungsart | Bild           |
| ------------------------------------------------ | -------------- | --- | ------------------ | -------------- | -------------- |
| Platz der Jugend (Karte)                         | Kirche         | Kirche Die barocke Kirche wurde im Jahre 1722 erbaut. Es ist die Patronatskirche der Familie von Bodenhausen. Zu dem Saalbau gehört ein Westturm mit einer doppelten Zwiebelhaube. Im Inneren befindet sich die fast komplett erhaltene barocke Innenausstattung. Die Decke ist eine Muldentonne mit barocken Malereien eines Wolkenhimmels und 16 Figuren. Weiter befindet sich eine zweistöckige Hufeisenempore, eine Patronatsloge ein Kanzelaltar und eine Orgel aus dem Jahr 1851. | 094 06227          | Baudenkmal     | Weitere Bilder |
| Platz der Jugend, Ecke Schlaitzer Straße (Karte) | Kriegerdenkmal | Der große Findling mit einer Inschrifttafel soll an die Gefallenen des Ersten und des Zweiten Weltkriegs gedenken. Aufgestellt wurde das Kriegerdenkmal im Jahre 1996, in diesem Jahr wurde das 650-jährige Bestehen von Burgkemnitz gefeiert. | 094 96604          | Baudenkmal     | Weitere Bilder |
| Schlaitzer Straße 14 (Karte)                     | Schloss        | Hier stand im Mittelalter eine Wasserburg. Im Jahre 1665 wurde die Burg von Bodo von Bodenhausen übernommen. 1869 baute Hans Bodo Freiherr von Bodenhausen das heutige Schloss, dabei wurden alte Teile der Burg verwendet. Es ist eine dreiflügelige Anlage in einem 14,4 Hektar großen Park. | 094 96603          | Baudenkmal     | Weitere Bilder |

### Friedersdorf
| Lage                        | Bezeichnung                     | Beschreibung | Erfassungs- nummer | Ausweisungsart | Bild                            |
| --------------------------- | ------------------------------- | --- | ------------------ | -------------- | ------------------------------- |
| Auenweg 5 (Karte)           | Wohnhaus                        | Das giebelständige Wohnhaus wurde in den 1920er Jahren gebaut. Es ist ein Ziegelbau mit einem Geschoss. An der Südseite befindet sich ein Erker über zwei geschosse. | 094 96536          | Baudenkmal     | BW                              |
| Aueweg (Karte)              | Grabmal                         | Das Grabmal befindet sich am Steinberg im Wald hinter dem Rohrwerk Muldenstein, Flur 1, Flurstück 6/15. Das Grabmal wurde 1903 in das Waldstück Lutherlinde verlegt. Eine erneute Verlegung wurde 1907 wegen Gleisbauarbeiten notwendig. Es ist das Erbbegräbnis der Familie Menzel, den Besitzern des Braunkohlenwerkes, eines Steinbruches, einer Dampfziegelei und des Rittergutes bei Muldenstein. Das Grabmal besteht aus einer Einfriedung mit Toranlage und zwei Grabsteinen. | 094 96602          | Baudenkmal     | Grabmal                         |
| Bitterfelder Straße (Karte) | Feierhalle                      | Die Feierhalee wurde im späten 19. Jahrhundert erbaut. Es ist ein Bau aus Naturstein mit einem Satteldach. Auf dem Satteldach befindet sich ein Dachreiter. Die Fenster haben Spitzbögen, die tür hat große Beschläge. | 094 96227          | Baudenkmal     | Feierhalle                      |
| Dorfplatz (Karte)           | Kirche                          | Die Kirche wurde 1899 im neugotischen Stil erbaut. Der Westturm hat einen quadratischen Grundriss und trägt ein spitzen Helm. Die Ausstattung im Inneren ist aus der Bauzeit, der gotische Altar ist eine wertvolle Schnitzarbeit und wurde 1515 erstellt. | 094 06228          | Baudenkmal     | Weitere Bilder                  |
| Dorfplatz 6 (Karte)         | Gasthaus                        | Die Gaststätte „Zur Linde“ wurde im 18. Jahrhundert erbaut, es ist wohl der älteste Bau des Ortes. Es ist ein zweigeschossiger Bau mit sieben Achsen und einem Krüppelwalmdach. Der Eingang zum Haus befindet sich in der Mitte, davor ist eine Freitreppe. | 094 96538          | Baudenkmal     | Gasthaus                        |
| Dorfplatz 7 (Karte)         | Pavillon                        | Der Pavillon wurde in der zweiten Hälfte des 19. Jahrhunderts erbaut. | 094 95400          | Baudenkmal     | Pavillon                        |
| Kraftwerksstraße (Karte)    | Transformatorenstation          | Die Transformatorenstation befindet sich an der Ecke Bahnhofstraße. Erbaut wurde di Station im Jahre 1915. Es ist ein Ziegelbau mit quadratischen Grundriss. Das Dach ist ein Pyramidendach. | 094 96540          | Baudenkmal     | Transformatorenstation          |
| Kraftwerkstraße (Karte)     | Reichsbahnkraftwerk Muldenstein | Das Bahnkraftwerk wurde 1912 errichtet, es liegt auf der Porphyrkuppe am Muldestausee. Es war das erste und älteste Eisenbahnkarftwerk Deutschlands. In den Jahren 1987 und 1990 wurde ein Teil der technischen Anlagen stillgelegt. 1994 ging das Bahnkraftwerk Muldenstein endgültig vom Netz. Der Abriss erfolgte ab Herbst 2007. Die Schornsteine wurde 2011 gesprengt. An der Stelle des Bahnkraftwerkes steht heute ein Solarkraftwerk.                                        | 094 95183          | Baudenkmal     | Reichsbahnkraftwerk Muldenstein |
| Kraftwerkstraße 15 (Karte)  | Wohnhaus                        | Das Haus wurde um 1910 erbaut. Es ist ein zweigeschossiges Haus mit drei Achsen. In der Mitte befindet sich der Eingang in einem vorgebauten Windfang. davor befindet sich eine Freitreppe. die tür und die Fenster sind aus der Bauzeit. | 094 95184          | Baudenkmal     | Wohnhaus                        |

### Gossa
| Lage                        | Bezeichnung    | Beschreibung | Erfassungs- nummer | Ausweisungsart | Bild           |
| --------------------------- | -------------- | --- | ------------------ | -------------- | -------------- |
| Chausseestraße 19 (Karte)   | Distanzstein   | Preußischer Meilenstein, Sechskantstein / Myriameterstein | –                  | Baudenkmal     | Distanzstein   |
| Chausseestraße 31 (Karte)   | Chausseehaus   | Das Chausseehaus wurde in dem ersten Viertel des 19. Jahrhunderts erbaut. Es ist ein eingeschossiges Doppelwohnhaus mit einem Krüppelwalmdach. In der Mitte der Straßenfront befindet sich der Eingang in einem Risalit. Die Tür und die Fenster sind mit Rundbögen geschlossen. Zum Haus gehören zwei kleine Wirtschaftsgebäude. | 094 96396          | Baudenkmal     | Chausseehaus   |
| Chausseestraße 31 (Karte)   | Distanzstein   | Preußischer Meilenstein (2128) Sechskantstein / Myriameterstein | 094 18759          | Baudenkmal     | Weitere Bilder |
| Dorfplatz (Karte)           | Kriegerdenkmal | Das Kriegerdenkmal erinnert an die Gefallenen des Ersten Weltkrieges. Auf einem gestuften Sockel befindet sich ein Postament mit einer Inschriftentafel. Auf dem Postament befindet sich eine Kugel aus Sandstein. | 094 96397          | Baudenkmal     | Weitere Bilder |
| Hauptstraße 8 (Karte)       | Kirche         | Die Dorfkirche aus dem Mittelalter wurde im Jahre 1696 stark verändert. Es ist ein Feldsteinbau mit einem eingezogenen Westturm. An der Südseite der Kirche befindet sich eine Sakristei. Im Inneren ist die Decke eine Holztonne, an drei Seiten befinden sich Emporen. Auf der westlichen Empore befindet sich die Orgel aus dem Jahr 1783 mit einem barocken Orgelprospekt. Der Orgelbauer war Zuberbier aus Köthen. Der Kanzelaltar stammt aus dem Jahr 1725, er ist schlicht gehalten. An der Nordwand befinden sich frühgotische Wandmalereien. Auf dem Kirchhof steht ein barocker Grabstein. | 094 96398          | Baudenkmal     | Weitere Bilder |
| Straße der Jugend 4 (Karte) | Schulungsheim  | Schulungsheim | 094 96399          | Baudenkmal     | Schulungsheim  |

### Gröbern
| Lage              | Bezeichnung    | Beschreibung | Erfassungs- nummer | Ausweisungsart | Bild           |
| ----------------- | -------------- | ------------ | ------------------ | -------------- | -------------- |
| Dorfplatz (Karte) | Kirche         |              | 094 96401          | Baudenkmal     | Weitere Bilder |
| Dorfplatz (Karte) | Kriegerdenkmal |              | 094 96402          | Baudenkmal     | Weitere Bilder |

### Krina
| Lage                  | Bezeichnung          | Beschreibung                                                                               | Erfassungs- nummer | Ausweisungsart                              | Bild            |
| --------------------- | -------------------- | ------------------------------------------------------------------------------------------ | ------------------ | ------------------------------------------- | --------------- |
| Dorfstraße (Karte)    | Kirche               | Kirche                                                                                     | 094 96666          | Baudenkmal                                  | Weitere Bilder  |
| Dorfstraße (Karte)    | Kriegerdenkmal Krina | Kriegerdenkmal                                                                             | 094 96666 001      | Teilobjekt eines Baudenkmals - Kleindenkmal | Weitere Bilder  |
| Dorfstraße 10 (Karte) | Pfarrhaus Krina      | Pfarrhaus barockes Pfarrhaus aus dem späten 18. Jahrhunderts, 2017 als Denkmal ausgewiesen | 094 71701          | Baudenkmal                                  | Pfarrhaus Krina |

### Mühlbeck
| Lage                                    | Bezeichnung             | Beschreibung | Erfassungs- nummer | Ausweisungsart                              | Bild           |
| --------------------------------------- | ----------------------- | --- | ------------------ | ------------------------------------------- | -------------- |
| Dorfplatz (Karte)                       | Kirche                  | Kirche Die Kirche wurde um 1200 erbaut. Der Westturm steht quer zur Kirche und trägt ein Walmdach, auf dem Walmdach befindet sich ein Dachreiter. An dem Kirchenschiff befindet sich ein Chor und eine halbrunde Apsis. Im 1997 renovierten Inneneren befindet sich als Decke eine Holztonne und an drei Seiten Emporen. Die westliche Empore ist zweigeschossig mit einer Orgel. Der spätgotische Schnitzaltar stammt aus dem Jahr 1520. Die Kanzel trägt Bilder der Evangelisten und wurde in der zweiten Hälfte des 17. Jahrhunderts erstellt. Auf dem Kirchhof steht ein Denkmal für die Gefallenen beider Weltkriege. | 094 13762          | Baudenkmal                                  | Weitere Bilder |
| auf dem Kirchhof, westlich des Turms    | Kriegerdenkmal Mühlbeck | Kriegerdenkmal | 094 13762 001      | Teilobjekt eines Baudenkmals - Kleindenkmal |                |
| Dorfplatz 2 (Karte)                     | Bauernhof               | Bauernhof Der Bauernhof ist der älteste des Dorfes, er wurde um 1800 erbaut. Erbaut wurde der Bauernhof aus Fachwerk, Ziegel und Lehm. Das Wohnhaus hat ein Erdgeschoss mit massiven Mauern, darauf befindet sich ein Fachwerk. Das Dach ist ein Krüppelwalmdach. Zum Bauernhof gehört noch ein traufständiger Stall an der Straße und rückseitig eine Scheune. | 094 96606          | Baudenkmal                                  | BW             |
| Straße der Opfer des Faschismus (Karte) | Gedenkstätte            | Die Gedenkstätte wurde 1946 angelegt. Die Gedenkstätte befindet sich in einem kleinen Park. Der Gedenkstein besteht aus einem zweistufigen Sockel, darauf befindet sich eine Stele aus Kunststein. Auf einen Evakurierungsmarsch wurden 68 unbekannte Häftlinge aus dem KZ Buchenwald ermordet und an der Straße beerdigt. In den 1960er Jahren wurde die Straße verlegt, daher wurde eine Umbettung an die jetzige Stelle notwendig. | 094 13761          | Baudenkmal                                  | Gedenkstätte   |

### Muldenstein
| Lage | Bezeichnung                   | Beschreibung | Erfassungs- nummer | Ausweisungsart               | Bild               |
| --- | ----------------------------- | --- | ------------------ | ---------------------------- | ------------------ |
| Friedhof | Skulptur                      | Die Figur aus Terrakotta wurde von 1879 bis 1920 von der Firma Villeroy & Boch hergestellt. Derartige Figuren wurden in der fraglichen Zeit in Serienherstellung gefertigt. Es ist eine weibliche Figur, die sich auf eine abgebrochene Säule stützt, in der Hand hält sie einen Kranz. Heute ist es eine Brunnenfigur. | 094 90360          | Baudenkmal                   |                    |
| Am hohen Ufer 32 (Karte) | Wohnhaus                      | Das villenähnliche Haus wurde 1920/1930 erbaut. Es ist ein eingeschossiges Haus mit einem überstehenden Walmdach. Das Haus hat fünf Achsen, in der Mitte befindet sich der Eingang. Vor dem Eingang ist eine kleine Freitreppe. Die Fassade ist zurückhaltend mit Ornamenten geschmückt. Das Haus ist geprägt von auffallend großen Fledermausgauben. | 094 96352          | Baudenkmal                   | Wohnhaus           |
| Friedersdorfer Straße 1 (Karte) | Kirche                        | Die Kirche (Lage: Flur 1, Flurstück 58/3 und 87/3) befindet sich direkt neben dem Schloss. Sie wurde in romanischer Zeit erbaut, ab 1473 war sie Pfarrkirche und Klosterkirche. Ab diesem Jahr wurde die Kirche umgebaut. Im 19. Jahrhundert wurde die Kirche profaniert. Im Inneren befindet sich eine flach Decke, Emporen sind an der Nord- und Westseite. Aus dem späten 17. Jahrhundert sind weitere Ausstattungsgegenstände der Kirche wie der Altar, die Taufe und die Kanzel. Weiter befinden sich Epitaphe aus dem 15. und 16. Jahrhundert in der Kirche. | 094 06259          | Baudenkmal                   | Weitere Bilder     |
| Friedersdorfer Straße 1 (Karte) | Rittergut Schloss Muldenstein | Rittergut Das Schloss Muldenstein (Lage: Flur 1, Flurstück 58/3 und 58/4) ist ein ehemaliges Kloster. Johann von Taubenstein hat das Kloster zum Rittergut umgebaut. Von Heinrich von Gleisenthal wurde das Rittergut im Jahre 1555 ausgebaut. Die heutige Anlage hat Adolph Meisel erbaut im 19. Jahrhundert erbaut. | 094 96358          | Baudenkmal                   | Weitere Bilder     |
| Am alten Kloster | Herrenhaus                    | Herrenhaus | 094 96358 001      | Teilobjekt eines Baudenkmals |                    |
| Am alten Kloster 1, 3, 4, 5, 6, 7, 8, 9 | Garten                        | Garten | 094 96358 002      | Teilobjekt eines Baudenkmals |                    |
| Friedersdorfer Straße 26 (Karte) | Wohnhaus                      | | 094 96353          | Baudenkmal                   | Wohnhaus           |
| Glück-Auf-Straße 1, 2, 3, 4, 5, 6, 7, 8, 9, 10, 11, 12, 13, 14, 15, 16, 17, 18, 19, 20, 21, 22, 23, 24, 25, 26, 27, 28, 29, Neue Burgkemnitzer Straße 50, 52 (Karte) | Siedlung                      | Die „Glück-Auf-Siedlung“ befindet sich am nordöstlichen Ortsrand. Die Häuser wurden in den 1950er Jahren erbaut. Es sind 15 zweigeschossige Bauten im typischen Stil der Architektur der DDR. | 094 96355          | Denkmalbereich               | BW                 |
| Jeßnitzer Straße (Karte) | Gedenkstätte                  | Friedhof Die Gedenkstätte für italienische und russische Zwangsarbeiter wurde 1980 angelegt. Sie befindet sich auf dem Gelände des ehemaligen Gutspark und wurde wie ein Friedhof angelegt. Aus diesem Grund wird die Gedenkstätte auch „Alter Friedhof“ genannt. Die Gedenkstätte erinnert an verstorbene italienische und russische Zwangsarbeiter, die in den ehemaligen Junkerwerken gearbeitet haben. Die Einfassungsmauer wurde aus Bruchsteinen und Feldsteinen errichtet.                                                                                  | 094 96357          | Baudenkmal                   | Gedenkstätte       |
| Am Hofteich, Jeßnitzer Straße | Gedenkstätte                  | Gedenkstätte | 094 96357 001      | Teilobjekt eines Baudenkmals |                    |
| Jeßnitzer Straße 21 (Karte) | Verwaltungsgebäude            | Das Haus wurde in den 1930er Jahren errichtet. Es ist ein zweigeschossiges Haus mit einem Walmdach. Heute befindet sich hier die Gemeindeverwaltung von Muldenstein. | 094 96356          | Baudenkmal                   | Verwaltungsgebäude |
| Privatweg 1 (Karte) | Wohnhaus                      | Das Wohnhaus wurde um 1900 erbaut. | 094 96359          | Baudenkmal                   | BW                 |
| Zur Lutherlinde (Karte) | Fabrik                        | Die ehemalige Papierfabrik wurde im Jahre 1905 erbaut, der Produktionsbetrieb wurde 1907 aufgenommen. 1943 wurde die Fabrik stillgelegt, 1944 wurde die Fabrik von den Junkerwerken aus Dessau übernommen. Ab 1947 befand sich hier die Rohrfabrik, heute ist das Gebäude ruinös. | 094 96360          | Baudenkmal                   | Fabrik             |

### Plodda
| Lage                   | Bezeichnung | Beschreibung | Erfassungs- nummer | Ausweisungsart | Bild       |
| ---------------------- | ----------- | --- | ------------------ | -------------- | ---------- |
| Hauptstraße 28 (Karte) | Bauernhaus  | Das Bauernhaus wurde in der zweiten Hälfte des 19. Jahrhunderts erbaut. Auffällig ist die traufständige Bauweise, da die anderen Häuser im Ort giebelständig sind. Die Fassade des eingeschossigen Hauses ist geprägt von einem großen Zwerchhaus und einer großen Tordurchfahrt an der linken Seite. Heute befindet sich in dem Haus eine Gaststätte. | 094 96605          | Baudenkmal     | Bauernhaus |

### Pouch
| Lage                               | Bezeichnung          | Beschreibung | Erfassungs- nummer | Ausweisungsart                              | Bild           |
| ---------------------------------- | -------------------- | --- | ------------------ | ------------------------------------------- | -------------- |
| Kirchhof (Karte)                   | Kirche               | Kirche Die Kirche wurde in den Jahren 1885/1886 erbaut. Die Kirche wurde auf Resten eines romanischen Vorgängerbaues aufgebaut. Die Kirche hat einen hohen Westturm, einen eingezogenen Chor und eine halbrunde Apsis. Im Inneren befindet sich eine Empore. Ein Schnitzaltar stammt aus dem Jahr 1510. Die Kanzel wurde 1713 errichtet. Auf dem Kirchhof befindet sich ein Kriegerdenkmal, er erinnert an die Gefallenen des Ersten Weltkrieges. | 094 06265          | Baudenkmal                                  | Weitere Bilder |
| Kirchhof, auf dem Kirchhof (Karte) | Kriegerdenkmal Pouch | Kriegerdenkmal | 094 06265 001      | Teilobjekt eines Baudenkmals - Kleindenkmal | Weitere Bilder |
| Mittelstraße 4 (Karte)             | Pfarrhof             | Das giebelständige Pfarrhaus wurde von 1845 bis 1846 erbaut. Es ist ein eingeschossiges Haus mit hohen Krüppelwalmdach. Der Eingang befindet sich an der Seite in der Mitte der Fassade. Über dem Eingang befindet sich eine Fledermausgaube. Zum Pfarrhaus gehört ein Stall mit Satteldach. | 094 96607          | Baudenkmal                                  | Weitere Bilder |
| Neu-Pouch 1,2 (Karte)              | Rittergut Neu-Pouch  | Das Rittergut wird erstmals im Jahre 981 erwähnt. Im Jahre 1450 wurde das Schloss in Alt- und Neu-Pouch geteilt. Zum Rittergut gehört ein mittelalterlicher Turm, der Rote Turm. Der Name geht auf die roten Ziegel zurück, aus denen der etwa 26 Meter hohe Turm erbaut wurde. Der Turm befindet sich direkt am Tagebau Goitzsche. | 094 06267          | Baudenkmal                                  | Weitere Bilder |
| Neu-Pouch 1,2 (Karte)              | Herrenhaus           | Herrenhaus | 094 06267 001      | Teilobjekt eines Baudenkmals                | Weitere Bilder |
| Neu-Pouch 1,2 (Karte)              | Park                 | Park | 094 06267 002      | Teilobjekt eines Baudenkmals                | Weitere Bilder |
| Neu-Pouch 1-2 (Karte)              | Scheune              | Die Scheune befindet sich westlich des Roten Turms. | 094 71507          | Baudenkmal                                  | Scheune        |

### Rösa
| Lage                                    | Bezeichnung         | Beschreibung | Erfassungs- nummer | Ausweisungsart                              | Bild           |
| --------------------------------------- | ------------------- | --- | ------------------ | ------------------------------------------- | -------------- |
| Dorfplatz (Karte)                       | Kirche              | Kirche Die Kirche wurde im 15. Jahrhundert erbaut. Erstellt wurde die Kirche mit einem kurzen Schiff und einem Westturm aus Raseneisenstein und Backstein. Auf dem Turm befindet sich Dachreiter. Am eingezogenen Chor befindet sich eine halbrunde Apsis. Im Inneren befindet sich eine Holzdecke und eine Hufeisenempore. Auf dem Kirchhof befinden sich noch eine alte Grabsteine. Ein Kriegerdenkmal erinnert an die Gefallen des Ersten Weltkrieges. | 094 96653          | Baudenkmal                                  | Weitere Bilder |
| Dorfplatz, auf dem Kirchhof             | Kriegerdenkmal Rösa | Kriegerdenkmal | 094 96653 001      | Teilobjekt eines Baudenkmals - Kleindenkmal |                |
| Dorfplatz 3 (Karte)                     | Pfarrhof            | Das Pfarrhaus oder Küsterhaus wurde um 1800 erbaut, möglicherweise sind Teile des Hauses älter. Es ist ein eingeschossiges Haus mit einem Satteldach. Zum Haus gehören noch Wirtschaftsgebäude. | 094 96285          | Baudenkmal                                  | BW             |
| Dorfplatz 5 (Karte)                     | Gasthof             | Die Gaststätte wurde um 1900 erbaut, sie ist somit die jüngere der beiden Gaststätten im Ort. Der Gasthof befindet sich direkt gegenüber der Kirche und prägt so den Ort. Das eingeschossiges, traufständiges Haus ist Teil eines Hofes. Die Fassade ist in sechs Achsen gegliedert, die beiden mittleren Achsen bilden einen zweigeschossigen Risalit mit einem Dreiecksgiebel im Dach. In der linken Achse des Risalits befindet sich der Eingang. An der Fassade finden sich Jugendstilelemente. Der Hof besteht aus Gaststätte, Saal und einem Wirtschaftsbau. | 094 96623          | Baudenkmal                                  | BW             |
| Dorfplatz 15, Siedlerhof 2, 5-8 (Karte) | Gutshof             | Gutshof Der Gutshof wird auch „Neues Schloß“ genannt. Das rittergut und ehemalige Vorwerk ist seit der Mitte des 16. Jahrhunderts in Besitz der Grafen von Solms. Im Jahre 1836 wurde das Herrenhaus erbaut, der Vorgängerbau war abgebrannt. Es ist ein zweigeschossiges Haus mit einem Walmdach. Die Fassade ist mit Risaliten geteilt. Zum Gutshof gehören noch Wirtschaftsgebäude und ein 4,3 Hektar größter Park. | 094 96624          | Baudenkmal                                  | Gutshof        |
| An der Kirche 2, Gutshof 4, 5, 6, 7, 8  | Park                | Park | 094 96624 001      | Teilobjekt eines Baudenkmals                |                |
| Dübener Straße 57 (Karte)               | Gasthof             | Gasthof Die Gaststätte „Zum Adler“ wurde im 18./19. Jahrhundert erbaut, sie somit die ältere der beiden Gaststätten im Ort. Es ist ein zweigeschossiger Putzbau mit einem Krüppelwalmdach. | 094 96654          | Baudenkmal                                  | BW             |
| Schkönaer Straße 9 (Karte)              | Bauernhof           | | 094 96655          | Baudenkmal                                  | BW             |

### Schlaitz
| Lage                                                    | Bezeichnung      | Beschreibung | Erfassungs- nummer | Ausweisungsart | Bild   |
| ------------------------------------------------------- | ---------------- | --- | ------------------ | -------------- | ------ |
| Freiheitsstraße 22 (Karte)                              | Werkstattgebäude | | 094 06332          | Baudenkmal     | BW     |
| Freiheitsstraße 27 (Karte)                              | Bauernhof        | | 094 96295          | Baudenkmal     | BW     |
| Freiheitsstraße 41, 42 (Karte)                          | Wohnhaus         | | 094 96297          | Baudenkmal     | BW     |
| Thomas-Müntzer-Straße, Ecke August-Bebel-Straße (Karte) | Kirche           | Die Kirche aus Feldstein wurde im Jahre 1799 erbaut, dabei wurden ältere Teile eines Vorgängerbaues einbezogen. Im Westen der Kirche befindet sich ein Dachreiter mit einer Laterne auf einer Haube. Nachträglich wurde hier eine Eingangshalle vorgebaut. An der südlichen Seite befindet sich eine Sakristei. Im Inneren befindet sich ein Tonnengewölbe, ein Kanzelaltar, ein Madonnenfigur und ein Kruzifix aus dem 15. Jahrhundert. Auf dem Friedhof befindet sich ein Kriegerdenkmal zur Erinnerung an die Gefallenen des Ersten Weltkrieges. | 094 96299          | Baudenkmal     | Kirche |
| Thomas-Müntzer-Straße 10 (Karte)                        | Bauernhof        | | 094 96298          | Baudenkmal     | BW     |

### Schmerz
| Lage                     | Bezeichnung | Beschreibung | Erfassungs- nummer | Ausweisungsart | Bild           |
| ------------------------ | ----------- | --- | ------------------ | -------------- | -------------- |
| Friedensstraße 5 (Karte) | Glockenturm | Der Glockenturm ist ein inzwischen selten gewordener Schulglockenständer aus dem dritten Viertel des 19. Jahrhunderts. | 094 96400          | Baudenkmal     | Weitere Bilder |

### Schwemsal
| Lage                      | Bezeichnung    | Beschreibung | Erfassungs- nummer | Ausweisungsart | Bild           |
| ------------------------- | -------------- | --- | ------------------ | -------------- | -------------- |
| Bundesstraße 107 (Karte)  | Gedenkstein    | Der Gedenkstein, ein unregelmäßiger Findling, wird auch Motorradgedenkstein genannt, er befindet sich nördlich der Gemeinde, Richtung Gräfenhainichen. | 094 96657          | Baudenkmal     | Gedenkstein    |
| Dübener Straße 19 (Karte) | Bauernhaus     | Das Bauernhaus wurde in der zweiten Hälfte des 19. Jahrhunderts erbaut.                                                                                | 094 96660          | Baudenkmal     | BW             |
| Schulstraße (Karte)       | Kirche         | | 094 96663          | Baudenkmal     | Weitere Bilder |
| Schulstraße               | Kriegerdenkmal | Das Kriegerdenkmal befindet sich in der Nähe der Kirchhof.                                                                                             | 094 96662          | Baudenkmal     |                |
| Schulstraße 12 (Karte)    | Schule         | Miteinanderhaus | 094 96661          | Baudenkmal     | BW             |

## Ehemalige Kulturdenkmale nach Ortsteilen
Die nachfolgenden Objekte waren ursprünglich ebenfalls denkmalgeschützt oder wurden in der Literatur als Kulturdenkmale geführt. Die Denkmale bestehen heute jedoch nicht mehr, ihre Unterschutzstellung wurde aufgehoben oder sie werden nicht mehr als Denkmale betrachtet.

### Friedersdorf
| Lage                   | Bezeichnung | Beschreibung | Erfassungs- nummer | Ausweisungsart | Bild |
| ---------------------- | ----------- | ------------ | ------------------ | -------------- | ---- |
| Ernst-Kamieth-Straße 7 | Wohnhaus    |              | 094 96539          |                |      |

### Gröbern
| Lage                               | Bezeichnung | Beschreibung | Erfassungs- nummer | Ausweisungsart | Bild |
| ---------------------------------- | ----------- | ------------ | ------------------ | -------------- | ---- |
| Bergstraße 9                       | Wohnhaus    |              | 094 96404          |                |      |
| Dorfplatz zwischen Nr. 2 und Nr. 6 | Scheune     |              | 094 96403          |                |      |
| Hauptstraße 10                     | Bauernhof   |              | 094 96405          |                |      |

### Muldenstein
| Lage                             | Bezeichnung | Beschreibung                                                                                          | Erfassungs- nummer | Ausweisungsart | Bild |
| -------------------------------- | ----------- | --- | ------------------ | -------------- | ---- |
| Friedersdorfer Straße 27 (Karte) | Wohnhaus    | eingeschossiger Ziegelbau aus dem späten 19. Jahrhundert, 2017 aus dem Denkmalverzeichnis ausgetragen | 094 96354          | Baudenkmal     | BW   |

### Pouch
| Lage              | Bezeichnung | Beschreibung | Erfassungs- nummer | Ausweisungsart | Bild |
| ----------------- | ----------- | ------------ | ------------------ | -------------- | ---- |
| Tagebau Goitzsche | Gutshof     | Bärenhof     | 094 16024          |                |      |

### Schlaitz
| Lage               | Bezeichnung | Beschreibung | Erfassungs- nummer | Ausweisungsart | Bild |
| ------------------ | ----------- | ------------ | ------------------ | -------------- | ---- |
| Freiheitsstraße 37 | Wohnhaus    |              | 094 96296          |                |      |

### Schwemsal
| Lage                   | Bezeichnung | Beschreibung | Erfassungs- nummer | Ausweisungsart | Bild |
| ---------------------- | ----------- | ------------ | ------------------ | -------------- | ---- |
| Bitterfelder Straße 12 | Wohnhaus    |              | 094 96658          |                |      |
| Teichstraße 8          | Forsthof    |              | 094 96664          |                |      |

## Legende
In den Spalten befinden sich folgende Informationen:
- Lage: Nennt den Straßennamen und wenn vorhanden die Hausnummer des Kulturdenkmals. Die Grundsortierung der Liste erfolgt nach dieser Adresse. Der Link „Karte“ führt zu verschiedenen Kartendarstellungen und nennt die geographischen Koordinaten.
Link zu einem Kartenansichtstool, um Koordinaten zu setzen. In der Kartenansicht sind Baudenkmale ohne Koordinaten mit einem roten bzw. orangen Marker dargestellt und können in der Karte gesetzt werden. Baudenkmale ohne Bild sind mit einem blauen bzw. roten Marker gekennzeichnet, Baudenkmale mit Bild mit einem grünen bzw. orangen Marker.
- Offizielle Bezeichnung: Nennt den Namen, die Bezeichnung oder zumindest die Art des Kulturdenkmals und verlinkt, soweit vorhanden, auf den Artikel zum Objekt.
- Beschreibung: Nennt bauliche und geschichtliche Einzelheiten des Kulturdenkmals, vorzugsweise die Denkmaleigenschaften.
- Erfassungsnummer: Für jedes Kulturdenkmal wird in Sachsen-Anhalt eine 20stellige Erfassungsnummer vergeben. Die letzten zwölf Ziffern werden für die Untergliederung nach Teilobjekten genutzt und werden nur angegeben, soweit vergeben. In dieser Spalte kann sich folgendes Icon  befinden, dies führt zu Angaben zu diesem Baudenkmal bei Wikidata.
- Ausweisungsart: Die Einordnung des Denkmales nach § 2 Abs. 2 DenkmSchG LSA
- Bild: Ein Bild des Denkmales, und gegebenenfalls einen Link zu weiteren Fotos des Kulturdenkmals im Medienarchiv Wikimedia Commons. Wenn man auf das Kamerasymbol klickt, können Fotos zu Kulturdenkmalen aus dieser Liste hochgeladen werden: